# جوليان دوراند
جوليان دوراند (بالفرنسية: Julien Durand)‏ (15 مارس 1983 بليموج في فرنسا - ) هو لاعب كرة قدم فرنسي في مركز الوسط. لعب مع Étoile FC ‏ ونادي غومباك يونايتد.

## وصلات خارجية
- جوليان دوراند على موقع قاعدة بيانات كرة القدم.إي يو (الإنجليزية)